# のむら清六
のむら清六（のむら せいろく、1916年（大正5年）1月11日 - 1995年（平成7年）10月30日）は、日本の画家。日本画家。
山梨県西八代郡下九一色村（現市川三郷町）に生まれる。旧姓は石原。1933年（昭和8年）に上京して川端画学校夜間部で学ぶ。結婚後に野村姓となる。卒業後の1943年（昭和18年）に徴用され、戦後は1949年（昭和24年）から小説の挿絵などを手がける。1952年（昭和27年）から山梨日日新聞文化欄に挿絵や随筆を発表し、東京の画廊で個展も開催した。1975年（昭和50年）には第一回日仏現代美術展で大賞を受賞している。
同郷で俳人の飯田蛇笏・龍太親子とも親交があり、蛇笏の主催する俳誌『雲母』の表紙も手がけた。作品は山梨県立美術館に収蔵され、2000年には同館で「のむら清六 奔放・異端の日本画家」が開催された。